# Lista de membros da Royal Society eleitos em 1929
Esta é uma lista de Membros da Royal Society eleitos em 1929.

## Fellows
1. Arthur John Allmand[2]
2. Arthur Henry Reginald Buller[3]
3. Sir Charles Drummond Ellis[4]
4. Sir Ronald Fisher[5]
5. George Ridsdale Goldsbrough[6]
6. Sir James Gray (zoólogo)[7]
7. Sir Cyril Norman Hinshelwood[8]
8. Augustus Daniel Imms[9]
9. Pyotr Kapitsa[10]
10. William Dickson Lang[11]
11. John Mellanby[12]
12. Henry Stanley Raper[13]
13. Sir Harry Ricardo[14]
14. Harold Roper Robinson[15]
15. Frederick Twort[16]